# Andrés García Ferreiro
Andrés García Ferreiro [apodo: O Gavilán], La Coruña, 17 de septiembre de 1894-Punta Herminia (La Coruña), 15 de marzo de 1937) fue un abogado y secretario municipal español, víctima de la represión del bando franquista en la Guerra Civil.
Hijo de Julio García Gabilán natural de Valladolid (Notario ejerciente en Carballo, La Coruña) y Esclavitud Ferreiro Lago natural de Mondoñedo. 
Estudió Derecho en la Universidad de Santiago de Compostela. Abogado de profesión y natural de La Coruña, militante del Partido Socialista Obrero Español, fue elegido Presidente de la Agrupación Socialista de Vivero el 24 de abril de 1931. Miembro de la Masonería perteneció en la logia barcelonesa Humanidad N.º 3 y en Fraternidad Humana de Vivero. Ejerció como abogado en La Coruña y Lugo. Obtuvo plaza como Secretario Municipal en los ayuntamientos de Manzaneda, Quintela de Leirado, Vivero y Ortigueira. Y del ayuntamiento de Vimianzo en 1936, meses antes de producirse el golpe de Estado que dio lugar a la Guerra Civil. Se trasladó a Vimianzo donde tomó posesión del cargo el 28 de marzo, relevando al anterior titular acusado de malversación de fondos. Considerado como un hombre liberal y tolerante, cuando se produjo la sublevación militar, junto con el alcalde de la localidad, Manuel Alborés, trató de evitar que los vecinos se enfrentaran a los golpistas alzados en Zas. Al tomar las tropas golpistas en la localidad, fue detenido y encarcelado. Juzgado en consejo de guerra el 24 de febrero de 1937, ejerció su propia defensa, una vez condenado a muerte por rebelión militar, solicitó clemencia al tribunal, que no atendió su petición. Fue fusilado el 15 de marzo de 1937, dejando viuda y tres hijos pequeños. 
A solicitud de su nieto Andrés García Pascual, el Ministerio de Justicia levantó en 2010 un acta de «Declaración de reparación y reconocimiento personal» por haber sido injustamente condenado. El Concello de Vimianzo le realizó un homenaje en julio de 2011 y el historiador gallego, Luis Lamela García, recogió su trayectoria en "Crónica de una represión en la 'Costa da Morte'".